# Myrothecium verrucaria
Myrothecium verrucaria är en svampart som först beskrevs av Alb. & Schwein., och fick sitt nu gällande namn av Ditmar 1813. Myrothecium verrucaria ingår i släktet Myrothecium, ordningen köttkärnsvampar, klassen Sordariomycetes, divisionen sporsäcksvampar och riket svampar.   Inga underarter finns listade i Catalogue of Life.